# Pattinaggio di velocità ai XXIII Giochi olimpici invernali - 500 m maschile
La gara dei 500 m maschile di pattinaggio di velocità dei XXIII Giochi olimpici invernali di Pyeongchang si svolgerà il 19 febbraio 2018 sulla pista dell'ovale di Gangneung a partire dalle ore 20:53 (UTC+9).
Il pattinatore norvegese Håvard Holmefjord Lorentzen ha conquistato la medaglia d'oro, mentre l'argento e il bronzo sono andati rispettivamente al coreano Cha Min-kyu e al cinese Gao Tingyu.

## Record
Prima della manifestazione il record del mondo e il record olimpico erano i seguenti:
| Record mondiale | 33"98 | Pavel Kulizhnikov Russia       | 20 novembre 2015 Salt Lake City, Stati Uniti |
| Record olimpico | 34"42 | Casey FitzRandolph Stati Uniti | 11 febbraio 2002 Salt Lake City, Stati Uniti |

Durante la competizione è stato battuto il seguente record:
| Data        | Evento      | Atleta                      | Nazione       | Tempo | Record          |
| ----------- | ----------- | --------------------------- | ------------- | ----- | --------------- |
| 19 febbraio | Batteria 14 | Cha Min-kyu                 | Corea del Sud | 34"42 | Record olimpico |
| 19 febbraio | Batteria 16 | Håvard Holmefjord Lorentzen | Norvegia      | 34"41 | Record olimpico |

## Risultati
| Pos.    | Batteria | Corsia | Atleta                      | Nazione       | Tempo  | Distacco | Note            |
| ------- | -------- | ------ | --------------------------- | ------------- | ------ | -------- | --------------- |
| Oro     | 16       | O      | Håvard Holmefjord Lorentzen | Norvegia      | 34"41  | -        | Record olimpico |
| Argento | 14       | O      | Cha Min-kyu                 | Corea del Sud | 34"42  | +0"01    |                 |
| Bronzo  | 12       | I      | Gao Tingyu                  | Cina          | 34"65  | +0"24    |                 |
| 4       | 18       | O      | Mika Poutala                | Finlandia     | 34"68  | +0"27    |                 |
| 5       | 17       | I      | Daichi Yamanaka             | Giappone      | 34"78  | +0"37    |                 |
| 6       | 12       | O      | Joji Kato                   | Giappone      | 34"831 | +0"42    |                 |
| 7       | 16       | I      | Ronald Mulder               | Paesi Bassi   | 34"839 | +0"42    |                 |
| 8       | 15       | O      | Nico Ihle                   | Germania      | 34"89  | +0"48    |                 |
| 9       | 17       | O      | Kai Verbij                  | Paesi Bassi   | 34"90  | +0"49    |                 |
| 10      | 10       | O      | Jan Smeekens                | Paesi Bassi   | 34"93  | +0"52    |                 |
| 11      | 18       | I      | Alex Boisvert-Lacroix       | Canada        | 34"934 | +0"52    |                 |
| 12      | 13       | I      | Kim Jun-ho                  | Corea del Sud | 35"01  | +0"60    |                 |
| 13      | 15       | I      | Artur Waś                   | Polonia       | 35"02  | +0"61    |                 |
| 14      | 1        | I      | Tsubasa Hasegawa            | Giappone      | 35"08  | +0"67    |                 |
| 15      | 10       | I      | Mitchell Whitmore           | Stati Uniti   | 35"13  | +0"72    |                 |
| 16      | 11       | O      | Mo Tae-bum                  | Corea del Sud | 35"15  | +0"74    |                 |
| 17      | 14       | I      | Gilmore Junio               | Canada        | 35"158 | +0"74    |                 |
| 18      | 13       | O      | Laurent Dubreuil            | Canada        | 35"16  | +0"75    |                 |
| 19      | 9        | O      | Pekka Koskela               | Finlandia     | 35"192 | +0"78    |                 |
| 20      | 6        | O      | Pedro Causil                | Colombia      | 35"196 | +0"78    |                 |
| 21      | 1        | O      | Daniel Greig                | Australia     | 35"22  | +0"81    |                 |
| 22      | 5        | I      | Ignat Golovatsiuk           | Bielorussia   | 35"23  | +0"82    |                 |
| 23      | 7        | O      | Jonathan Garcia             | Stati Uniti   | 35"31  | +0"90    |                 |
| 24      | 6        | I      | Stanislav Palkin            | Kazakistan    | 35"33  | +0"92    |                 |
| 25      | 2        | O      | Artyom Krikunov             | Kazakistan    | 35"34  | +0"93    |                 |
| 26      | 2        | I      | Kimani Griffin              | Stati Uniti   | 35"38  | +0"97    |                 |
| 27      | 5        | O      | Yang Tao                    | Cina          | 35"41  | +1"00    |                 |
| 28      | 8        | I      | Henrik Fagerli Rukke        | Norvegia      | 35"500 | +1"09    |                 |
| 29      | 3        | O      | Joel Dufter                 | Germania      | 35"506 | +1"09    |                 |
| 30      | 4        | I      | Mirko Giacomo Nenzi         | Italia        | 35"51  | +1"10    |                 |
| 31      | 4        | O      | Xie Jiaxuan                 | Cina          | 35"545 | +1"13    |                 |
| 32      | 3        | I      | Mathias Vosté               | Belgio        | 35"546 | +1"13    |                 |
| 33      | 11       | I      | Piotr Michalski             | Polonia       | 35"64  | +1"23    |                 |
| 34      | 7        | I      | Sung Ching-yang             | Taipei cinese | 35"86  | +1"45    |                 |
| 35      | 9        | I      | Roman Krech                 | Kazakistan    | 35"92  | +1"51    |                 |
| 36      | 8        | O      | Artur Nogal                 | Polonia       | 58"71  | +24"30   |                 |